# 卡巴克络
卡巴克络是一种含氮有机化合物，化学式为C
10H
12N
4O
3，可作为抗出血药，也可与曲克芦丁联用治疗痔疮。